# Lodderena bunnelli
Lodderena bunnelli is een slakkensoort uit de familie van de Skeneidae. De wetenschappelijke naam van de soort is voor het eerst geldig gepubliceerd in 2005 door Redfern & Rolán.